# Karl Groß (Politiker, 1833)
Karl Diedrich Adolf Groß (* 25. April 1833 in Brake; † 4. Januar 1905 ebenda) war ein deutscher Unternehmer und Reeder. Als Politiker war er von 1896 bis 1905 Präsident des Oldenburgischen Landtags.

## Biografie
Groß war der Sohn des Braker Kaufmanns und Gastwirts Gerhard Groß (1789–1881) und dessen Ehefrau Lucia Cornelie Christine geb. Folte (1793–1859). Er wurde zunächst durch Hauslehrer erzogen und besuchte danach das Gymnasium sowie die Oberklasse der höheren Bürgerschule in Oldenburg. 1849 wurde er Seejunker in der unter dem Befehl seines späteren Schwagers Karl Rudolf Brommy stehenden deutschen Reichsflotte. Nach deren Auflösung wechselte er 1852 zur Handelsmarine über und fuhr als Matrose und schließlich als Obersteuermann hauptsächlich auf der Amerika- und Australienroute. 1857 kehrte er nach Brake zurück und trat in die Verwaltung der von seinem Vater gegründeten Schiffswerft in Hammelwarden bei Brake ein. 1865 übernahm er den Betrieb, gab ihn aber schon 1871 wieder auf, da die Umstellung auf den eisernen Schiffsbau die Holzschiffswerften an der Weser vernichtete. Nach einer Übergangszeit als Teilhaber einer Braker Spedition gründete er 1876 eine eigene Speditionsfirma und Reederei, die einen raschen Aufschwung nahm und zusammen mit der Firma Johannes Müller eine monopolartige Stellung im Hafen Brake errang.
Groß betätigte sich auch engagiert in wirtschaftlichen Selbstverwaltungsorganisationen sowie in der Kommunal- und Landespolitik. Von 1873 bis zu seinem Tode war er 1. Vorsitzender des Braker Handelsvereins und 2. Vorsitzender der 1900 gegründeten Handelskammer in Oldenburg. Er war langjähriges Mitglied und zeitweise Vorsitzender des Stadtrats von Brake und ebenso Mitglied des Amtsrats. Von 1881 bis 1883 und von 1887 bis 1905 war er Mitglied des Oldenburgischen Landtags, seit 1896 auch dessen Präsident.
Groß war ebenfalls als belgischer Konsul und großbritannischer Vizekonsul tätig.

## Familie
Am 20. Mai 1862 heiratete Groß Amalie (Emma) Friederike Sophie geb. Bartels (1839–1916). Das Ehepaar hatte fünf Kinder, von denen Ida (1868–1889) den späteren oldenburgischen Landgerichtspräsidenten Albert Erk (1860–1934) heiratete.

## Veröffentlichung
- Tagebuch des Seejunkers Diedrich Adolph Karl Groß 1851-1855. Oldenburg. 1960.